# West Vancouver
West Vancouver je město a okres v kanadské provincii Britská Kolumbie. Žije zde 41 425 obyvatel. Park Cypress Provincial Park je jedním z míst, kde se v roce 2010 konaly XXI. zimní olympijské hry. Okres patří do regionálního okresu Metro Vancouver, leží na severozápad od Vancouveru, na severním břehu fjordu Burrard a úžiny Howe Sound. West Vancouver sousedí s okresem North Vancouver. V okrese West Vancouver stojí jedno z prvních nákupních středisek v Kanadě, Park Royal Shopping Centre.
Okres je často označovaný, společně s Westmountem, městem na předměstí Montrealu a torontským předměstím Oakville, za nejdražší sídlo v Kanadě.
West Vancouver byl v roce 2006 vyhlášen za hlavní město kultury v Kanadě.

## Dějiny

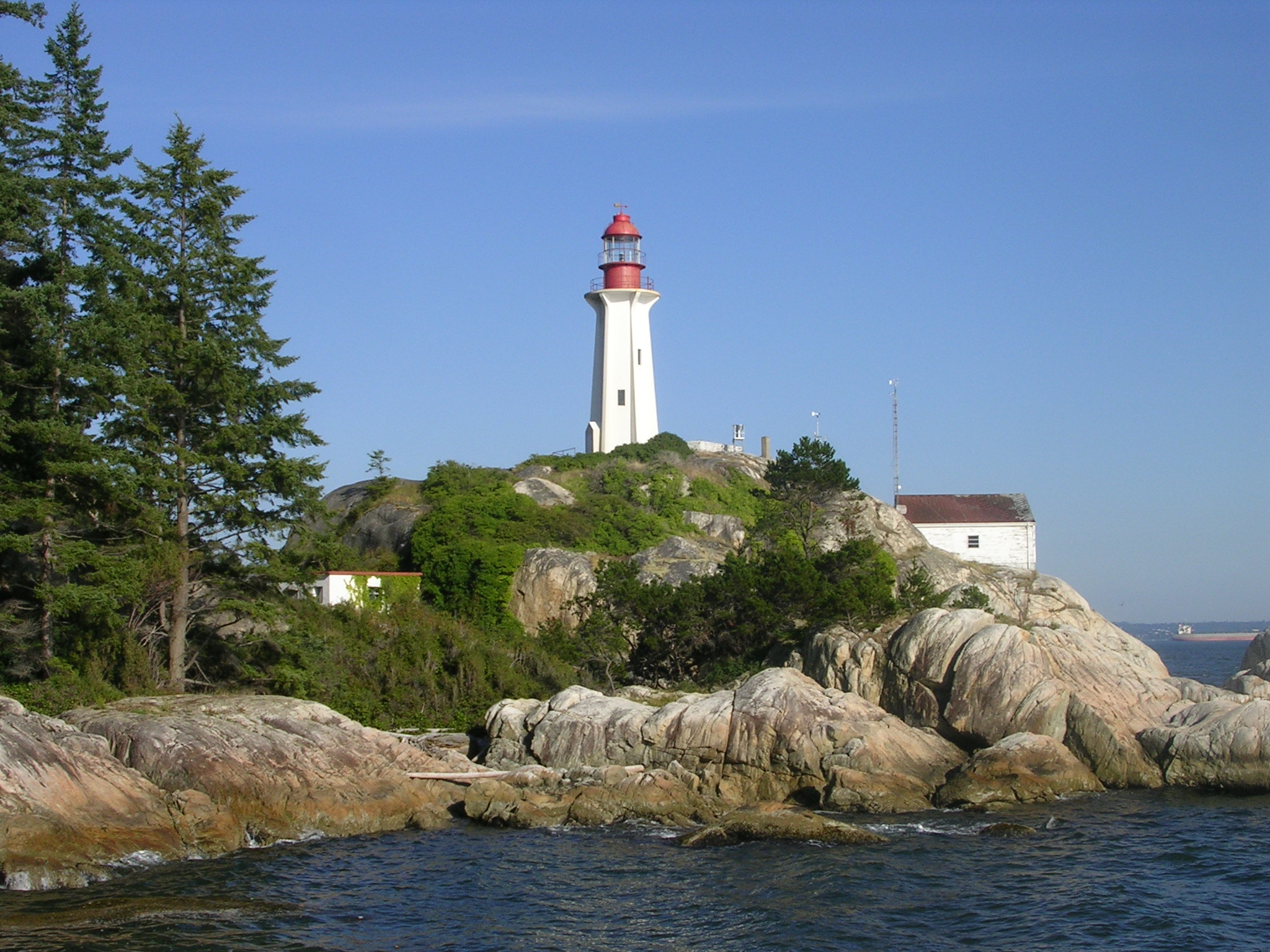
Maják Point Atkinson v parku Lighthouse Park

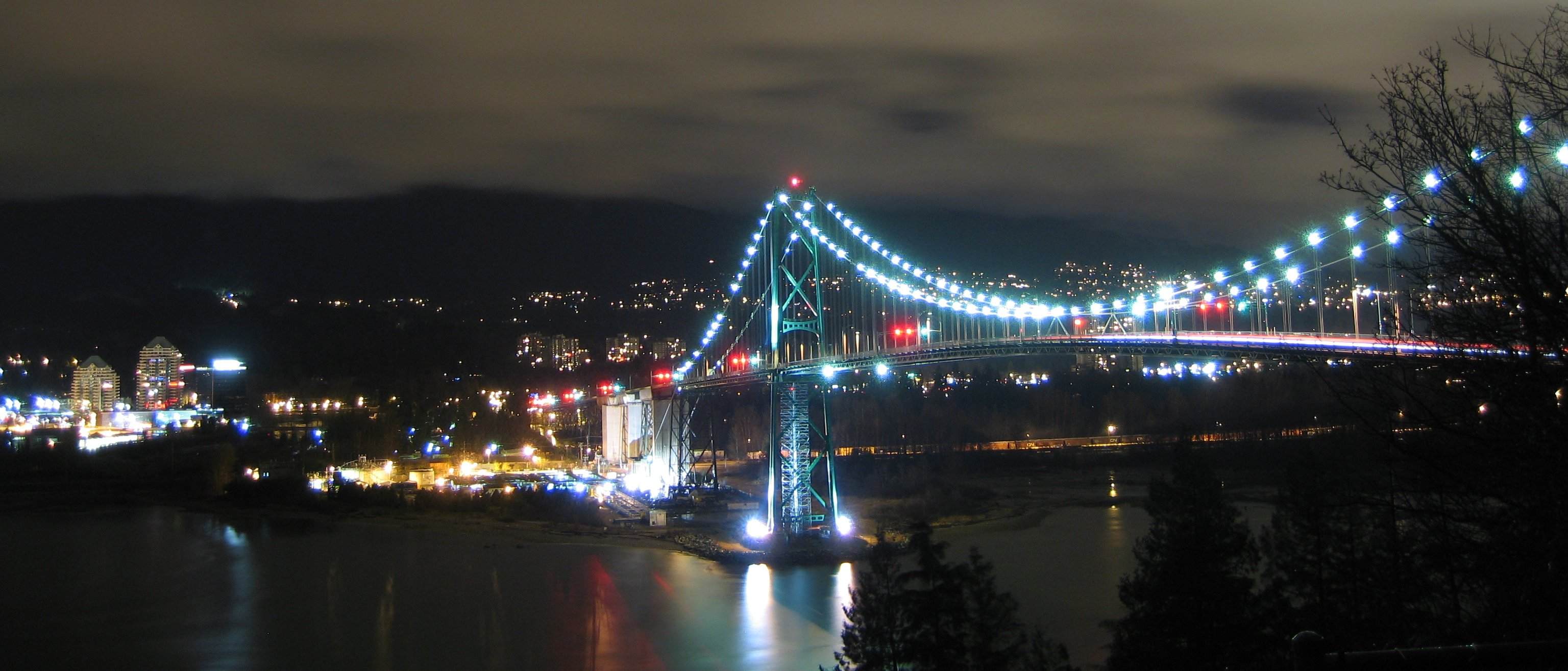
Most Lions Gate Bridge v noci

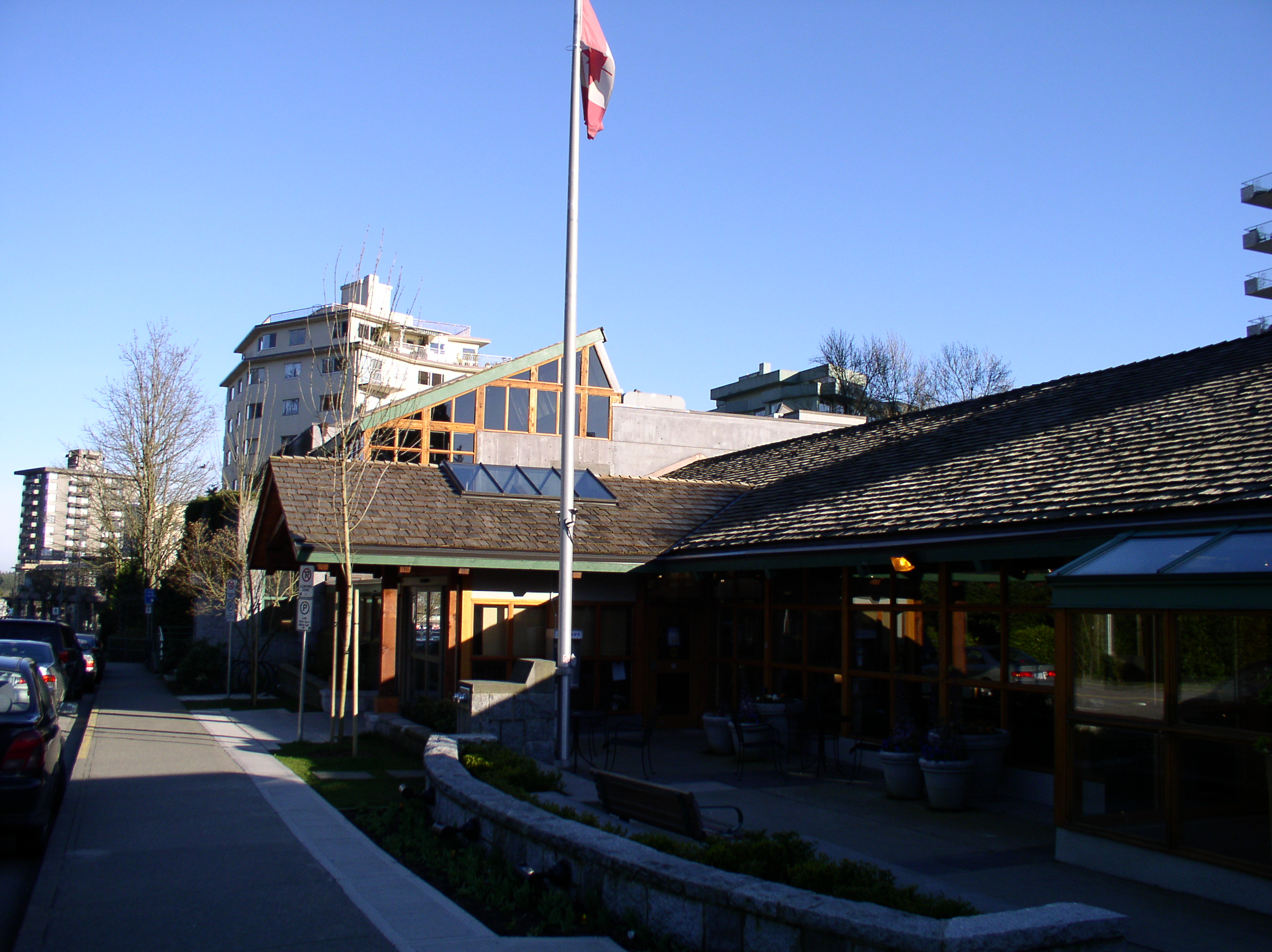
Knihovna West Vancouver Memorial Library

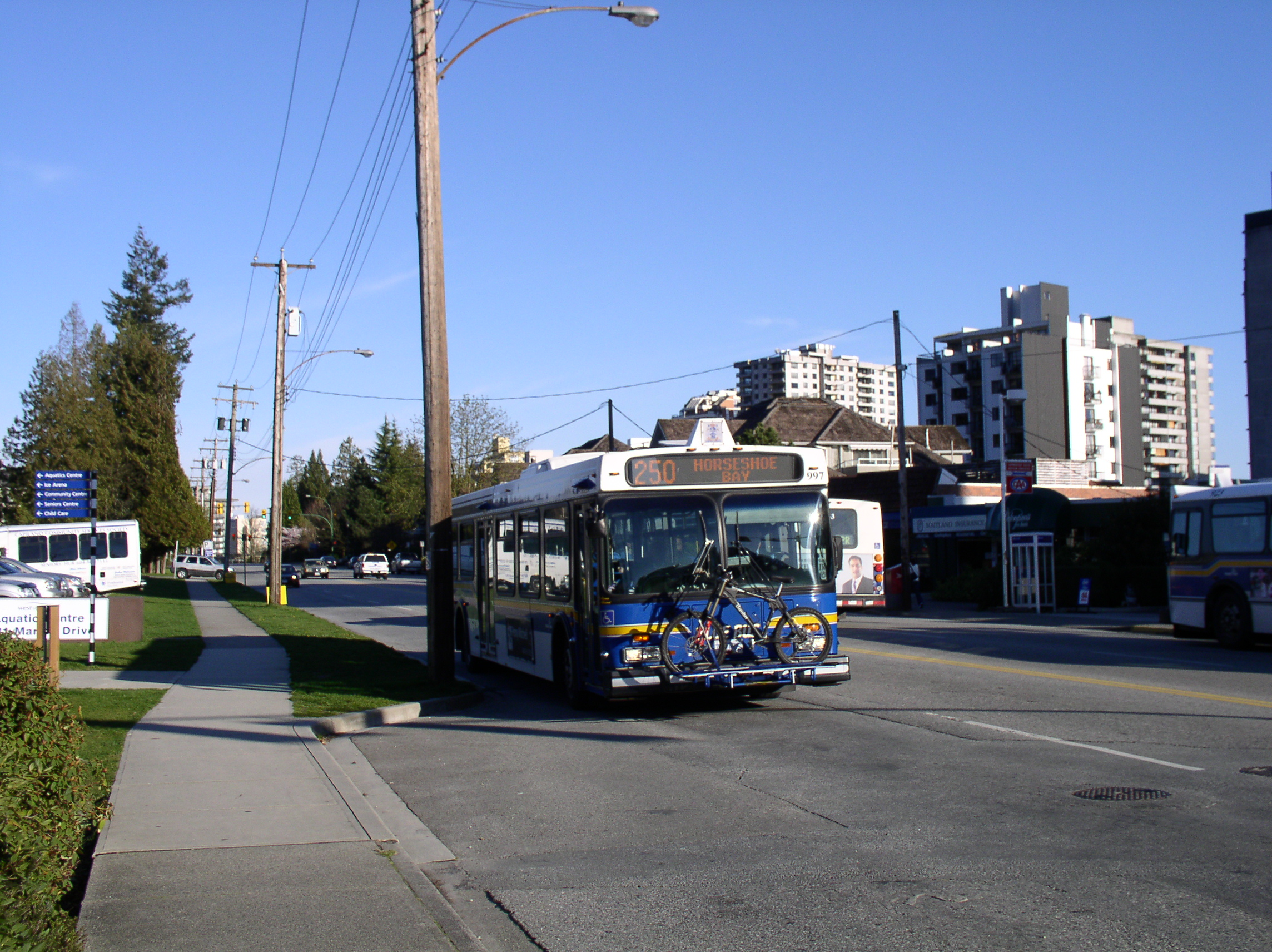
Modrý autobus na trase Horseshue Bay / Dundarave / Vancouver

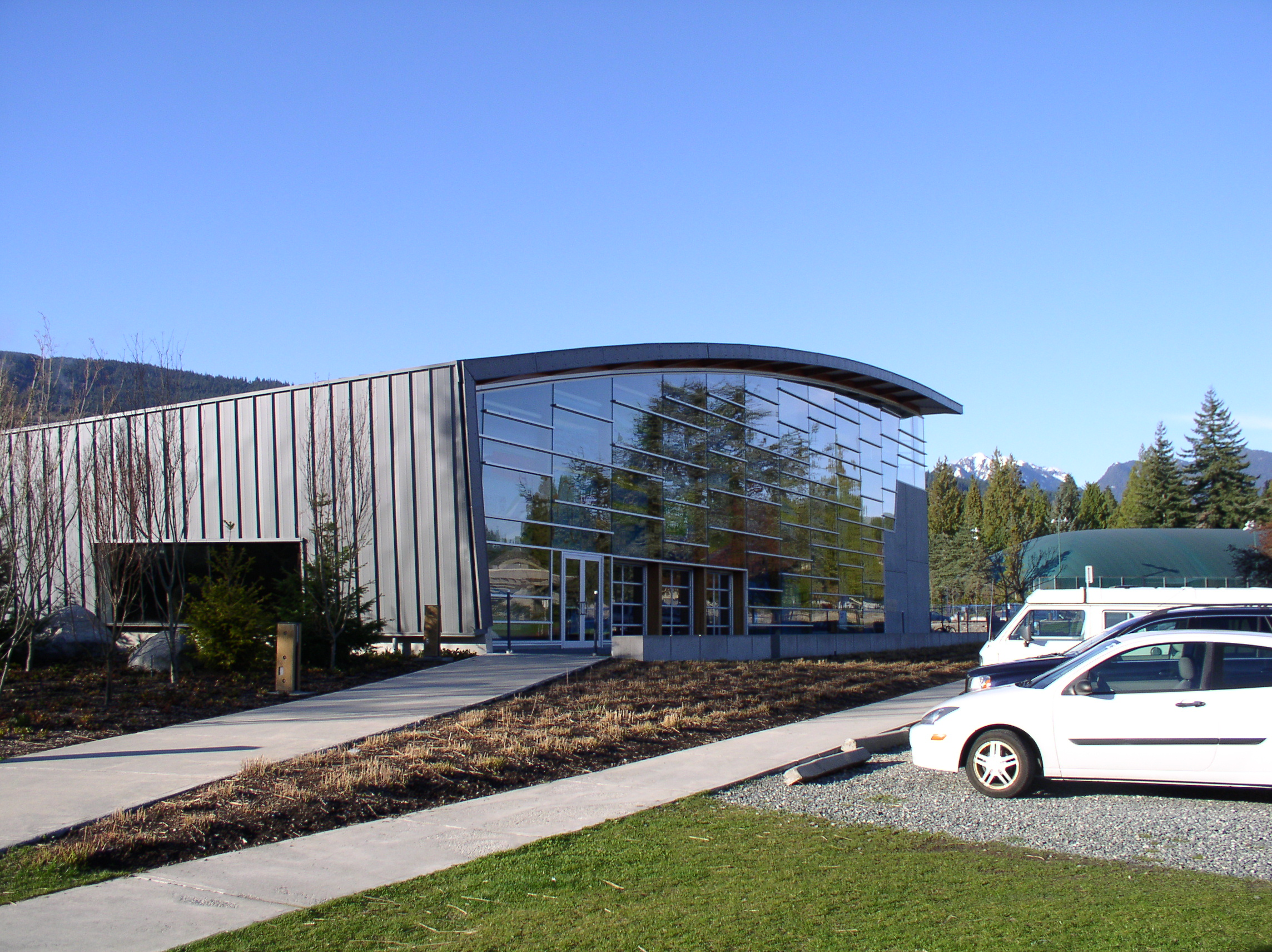
Plovárna West Vancouver Aquatic Centre

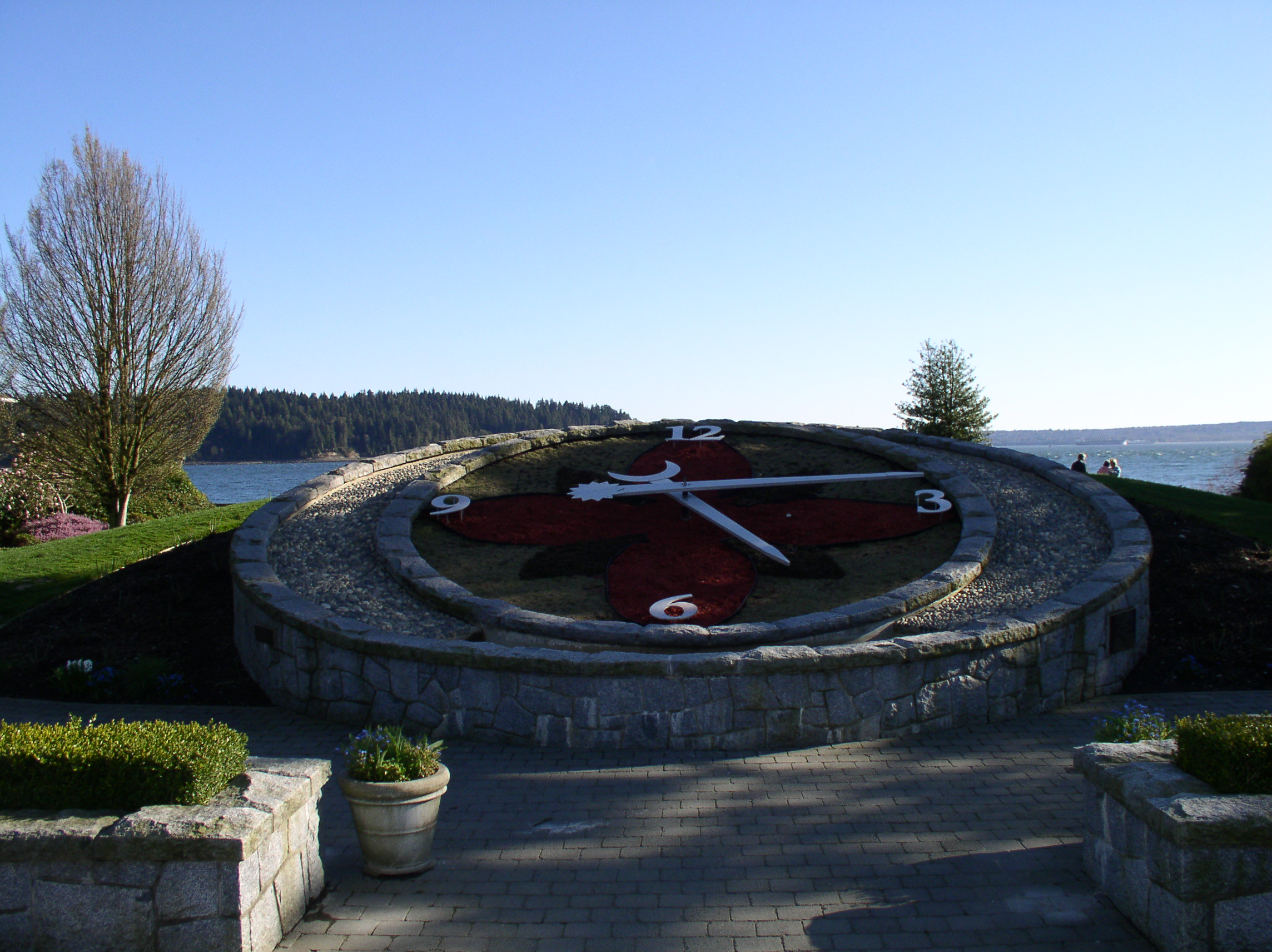
Květinové hodiny Millennium Floral Clock v parku Ambleside Park

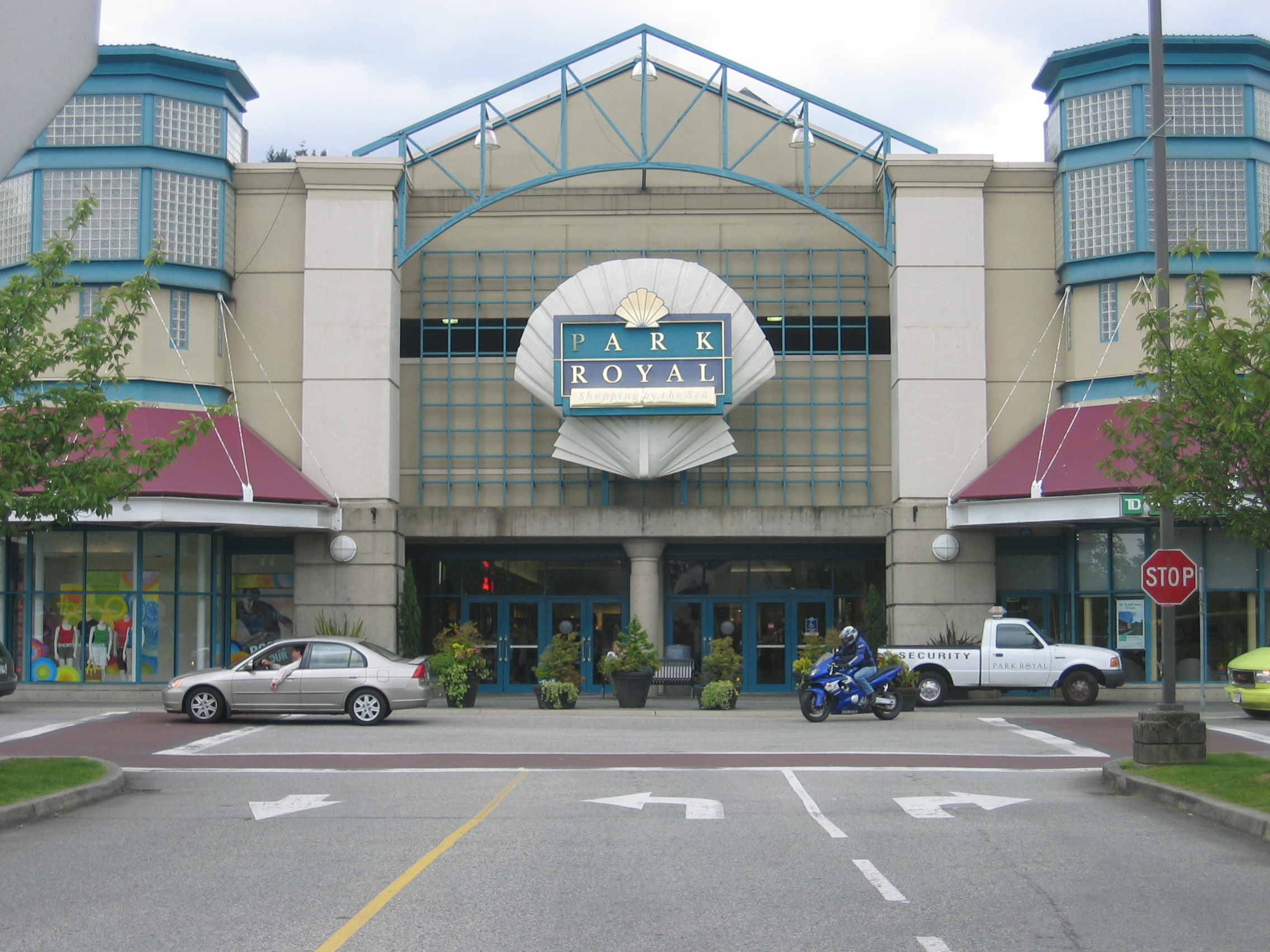
Obchodní středisko Park Royal Shopping Centre

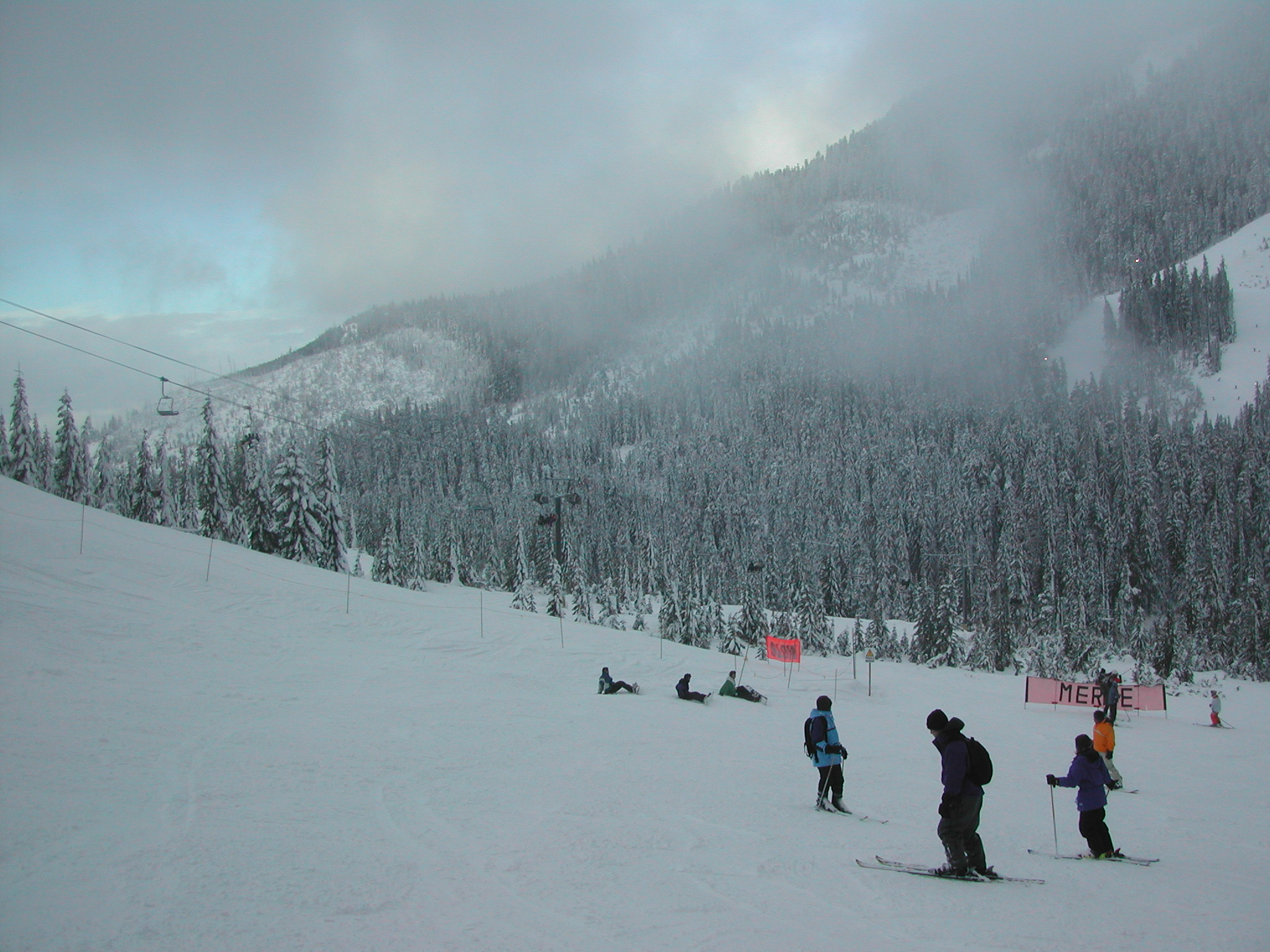
Sjezdovka v parku Cypress Provincial Park

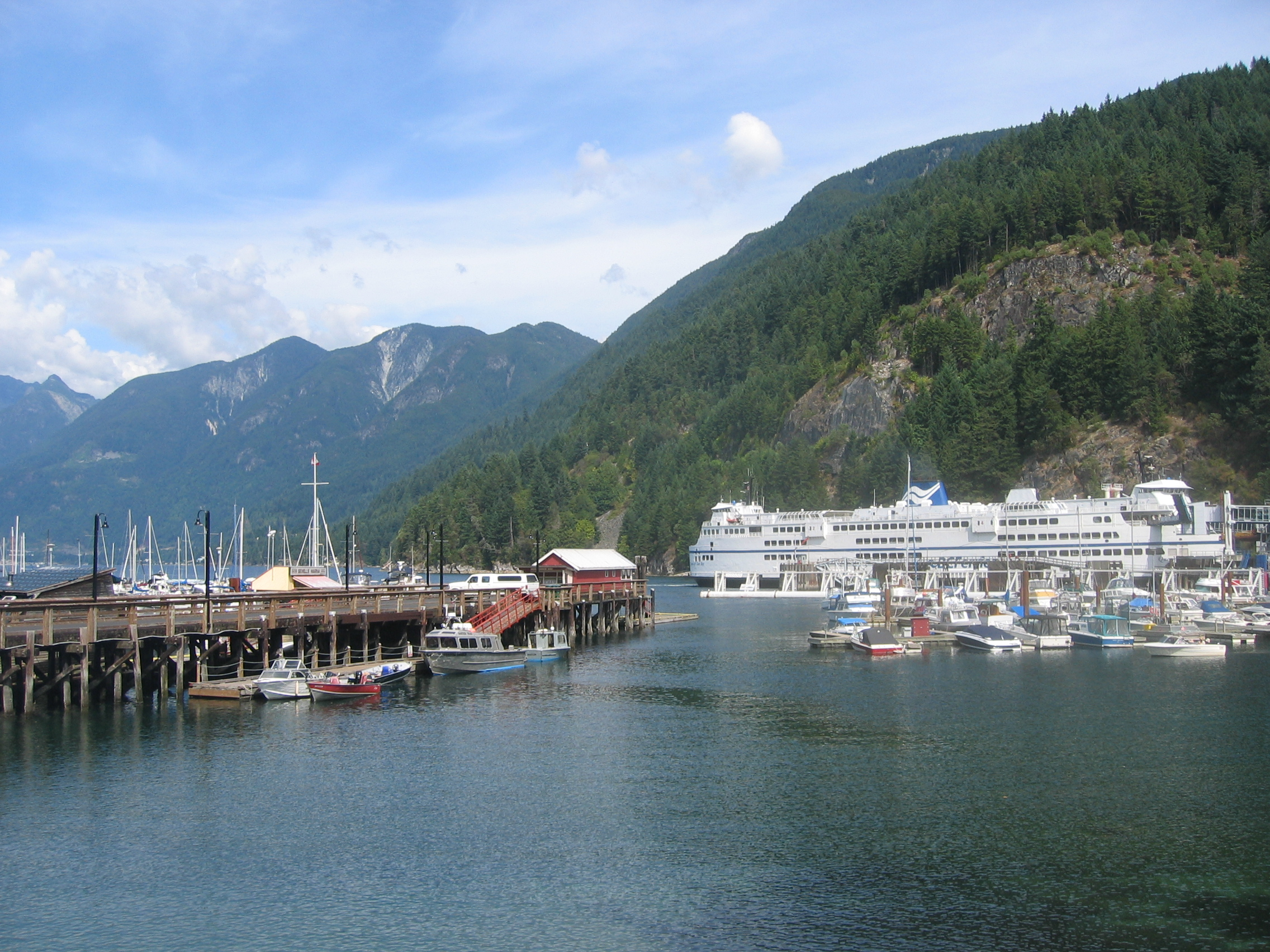
Čluny v přístavu v Horseshoe Bay, na pozadí je trajekt Queen of Oak Bay chystající se zakotvit u terminálu společnosti BC Ferries

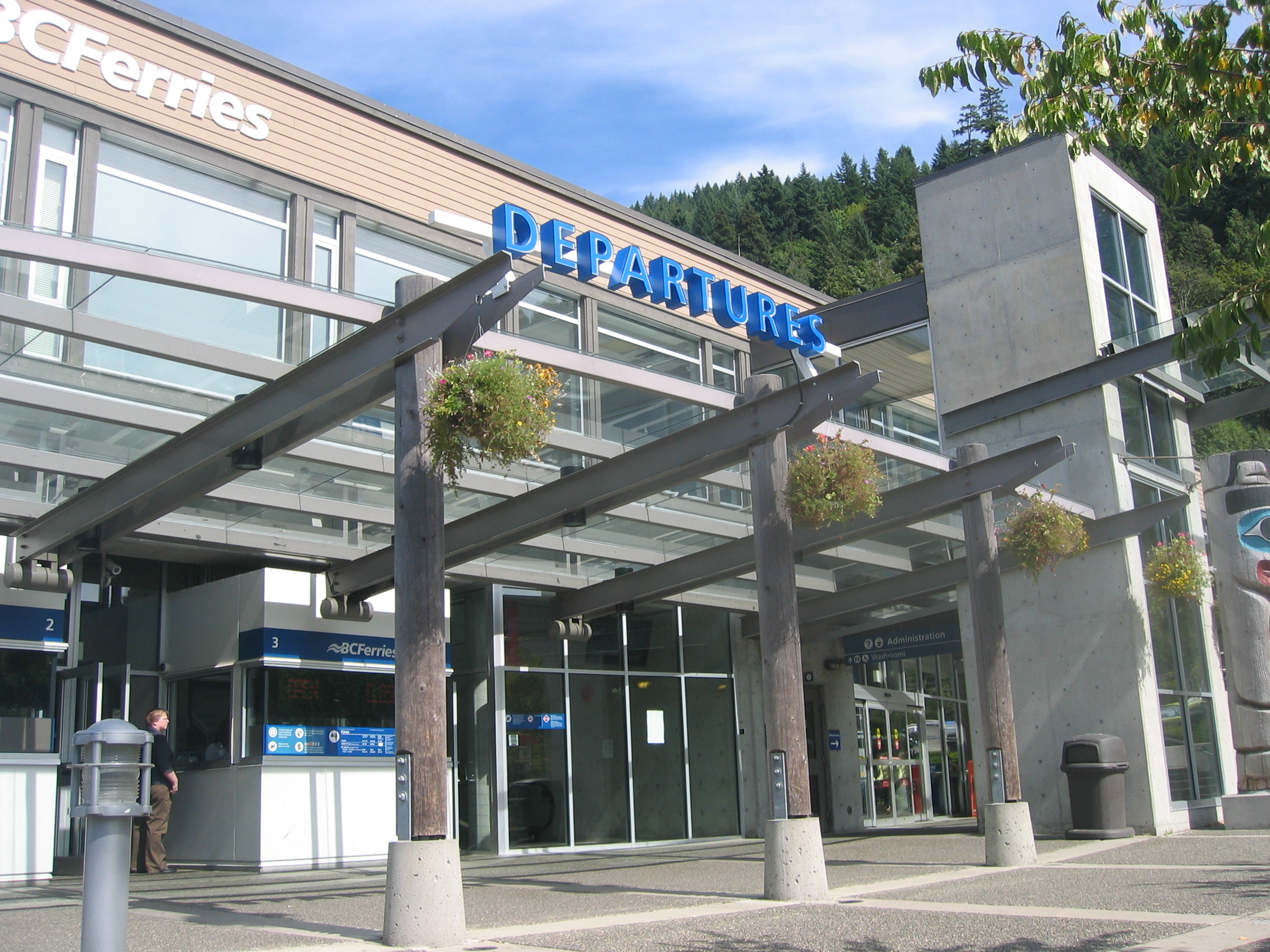
Terminál BC Ferries v Horseshoe Bay

Okres West Vancouver byl do registru zapsán 15. března 1912, po tom, co se oddělil od města North Vancouver. První volby proběhly 6. dubna 1912. V listopadu 1938 byl pro automobilovou dopravu slavnostně otevřen most Lions Gate Bridge, což umožnilo rychlý růst okresu do té doby dostupného jen s využitím přívozu. Některé domy v okrese West Vancouver pochází z období 20. a 30. let 20. století, většina v současnosti stojících budov je však ze 70. a 80. let.

### Časová osa
- 1792  Kapitán George Vancouver pojmenoval Point Atkinson
- 1872  James Blake získal předkupní právo na prvních 65 hektarů půdy
- 1875  První maják v Point Atkinson
- 1898  Francis Caulfeild byl vysazen na břehu u Skunk Cove
- 1903  Jack Thomas, dezertér z anglického královského námořnictva, původem z Walesu, byl první bílý osadník na území nynějšího okresu West Vancouver. Provozoval první přívoz do Vancouveru
- 1905  John Lawson, místní vůdce komunity, se usadil poblíž ulice 17th street
- 1908  Postavené první molo, Hollyburn Pier
- 1909  Založení společnosti West Vancouver Transportation Company, která zabezpečovala přepravu po vodě do Vancouveru
- 1909  Nárůst obchodu s nemovitostmi, pozemky se prodávaly od 450 CAD až do 4 500 CAD
- 1910  Vybudování vodovodu u Caulfeild a Ambleside
- 1911  První základní škola a presbyteriánský kostel v Dundarave
- 1912  Okres West Vancouver se odtrhl od města North Vancouver
- 1912  Počet obyvatel dosáhl čísla 1 500
- 1912  První komunální volby
- 1912  Městská rada jmenovala Johna Tearea a F.H. Kettlea policejními komisaři
- 1914  První známé sídlo, osada Salishov v Sandy Cove
- 1914  V provozu železnice Pacific Great Eastern Railway
- 1914  Plukovník Albert Whyte vyvíjí snahu o změnu názvu White Cliff City na Whytecliff
- 1915  Postaveno molo Dundarave Pier
- 1915  Cesta Marine Drive byla oficiálně otevřena premiérem Richardem McBridem
- 1916  Svoji činnost zahájila autobusová společnost West Vancouver Municipal Transport
- 1922  Energetická společnost BC Hydro začala s poskytováním elektřiny
- 1924  Zavedeno číslování domů
- 1926  Cesta Marine Drive je prodloužena do osady Horseshoe Bay
- 1926  "Town Planning Act" zakázal budování nových průmyslových provozů, čímž vytvořil čistou obytnou zónu s minimem stavebních pozemků
- 1927  Postavena střední škola Inglewood High School
- 1928  Zprovoznění přímého telefonního spojení do Vancouveru
- 1930  Povinné používání septiků
- 1930  48 ze 100 kilometrů cest v okrese je zpevněných
- 1931  Dan Sewell otevřel svůj přístav na Whytecliff Lodge
- 1932  1 600 akrů zakoupených A.R. Guinnessem - British Pacific Properties
- 1934  První policejní auto v okrese
- 1936  Pošta Hollyburn Post Office je postavena na rohu ulic 17th street a Marine Drive
- 1938  Most Lions Gate Bridge otevřen 29. května. Jeho výstavba stála 6 milionů CAD
- 1947  Provoz přívozu byl pozastaven potom, co o něho po dokončení mostu poklesl zájem
- 1950  Vznik knihovny West Vancouver Memorial Library. Knihovna půjčuje více knih na osobu, než jiné knihovny v Kanadě
- 1950  Je otevřeno obchodní středisko Park Royal Shopping Centre, první obchodní středisko v Kanadě
- 1954  Otevřena budova Public Safety Building. V jejich prostorách sídlil policejní a požární sbor okresu West Vancouver
- 1959  Úprava územního plánování umožnila výstavbu dalších 78 obytných domů v Ambleside
- 1961  Jsou postaveny Crescent Apartments, první výškové obytné budovy v okrese West Vancouver
- 1962  Je uzavřeno obchodní středisko Park Royal Shopping Centre
- 1963  Mýto na mostě Lions Gate Bridge je 1. dubna zrušeno
- 1967  Požární zbrojnice byla postavena na rohu ulic 16th street a Fulton Avenue. Policejní sbor okresu zůstává v budově Public Safety

## Průmysl
Okres West Vancouver nemá podle zákona žádný průmysl.

## Parky a místa pro rekreaci
West Vancouver je obytnou zónou, kde žije hodně penzistů, hodně lidí pracuje doma, nebo v nedalekém Downtownu ve Vancouveru. Linie 25 bloků v ulici Marine Drive slouží jako obchodní zóna, na níž leží obchody, malé kanceláře a úřady, garáže, čerpací stanice, restaurace a banky. Tato oblast je známa také jako Ambleside, jeden blok domů ji odděluje od oblasti nazývané Dundarave. V okrese West Vancouver se nachází obchodní středisko Park Royal Shopping Centre, jež zahájilo provoz v 50. letech jako první obchodní středisko v Kanadě. Zabírá 2 km obou stran ulice Marine Drive ve městě North Vancouver. Park Royal je také největší obchodní středisko na pobřeží North Shore a autobusové nádraží pro autobusy Blue Bus a TransLink.
V okrese se nachází velké množství atrakcí, včetně sjezdovky na Cypress Mountain v parku Cypress Mountain Provincial Park, která bude jednou ze sportovišť během Zimních olympijských her v roce 2010. Park Ambleside Park a 15 bloků dlouhé nábřeží West Vancouver Seawall slouží jako populární místa pro místní obyvatele s rodinami a turisty. Park Whytecliff Park je považován za jedno z nejlepších míst pro hlubinné potápění v západní Kanadě. Okres je protkán množstvím menších parků, jako například Lighthouse Park v Point Arkinson, s výhledem na Downtown Vancouveru a úžinu Strait of Georgia.
Okres West Vancouver má několik veřejných sportovišť, včetně 18 jamkového golfového hřiště, koupaliště, kluziště, basketbalových a tenisových kurtů, skateboardingových parků a značného počtu veřejných parků. Park Cypress Provincial Park má cesty pro horská kola a velké sjezdovky pro lyžaře a snowboardisty.

## Demografie

### Obyvatelstvo
Podle sčítání lidu v roce 2001 žije v okrese West Vancouver 41 425 obyvatel. Má druhý nejvyšší procentuální podíl osob ve věku 65 let a více v celé Britské Kolumbii. Do této kategorie spadá 22 procent obyvatel, v porovnání s 13 procenty ve zbytku provincie. Mezi pět nejčastějších zaměstnání v okrese West Vancouver patří technické služby, obchod s nemovitostmi, zdravotní péče, bankovnictví a pojišťovnictví a školství.

### Jazyk
- Angličtina 74,5 %
- Francouzština 0,9 %
- Neoficiální jazyky 23,7 %

První 4 neoficiální jazyky
- Čínština 28,8 %
- Perština 19,2 %
- Němčina 11,6 %
- Korejština 4,9 %

## Doprava
Okres West Vancouver spravuje nejstarší funkční veřejný dopravní systém v Kanadě. Síť Blue Bus - Modrých autobusů je jediným okresním veřejným dopravním systémem v regionálním okrese Metro Vancouver.
BC Ferries zajišťuje spojení po vodě s odchody z Horseshoe Bay ve West Vancouveru do Nanaima, Bowen Islandu a na pobřeží Sunshine Coast.

## Okolní příroda
West Vancouver je známý svými parky, například parkem Cypress Provincional Park, který umožňuje výhled na síť fjordů Howe Sound a oblast Metro Vancouver. Celý okres West Vancouver leží na svazích pohoří Coast Mountains. Z většiny domů v okrese je výhled na ostrov Vancouver, Lower Mainland a Howe Sound.

## Životní úroveň
V okrese stojí několik velmi velkých a drahých nemovitostí. Některé jsou oceněné a prodané i za sumu 20 milionů CAD. V roce 2006 průměrná cena za dům převyšovala 1 250 000 CAD. 70 procent domů mělo cenu vyšší než 1 milion CAD, proto je West Vancouver často označován za nejdražší sídlo v Kanadě, i když Westmount, město na předměstí Montrealu a torontské předměstí Oakville jsou těmito tituly označovány také. 40 procent mužské populace a 18 procent ženské populace v roce 2000 vydělalo průměrně více než 60 000 CAD. Celkový průměrný příjem činí 86 253 pro muže a 37 133 pro ženy, téměř dvojnásobek průměrného příjmu v provincii. Přes 50 procent obyvatel okresu má celkový rodinný příjem alespoň 90 000 CAD.

## Školství
Státní školy spravuje School District 45 West Vancouver.